# Parsifal

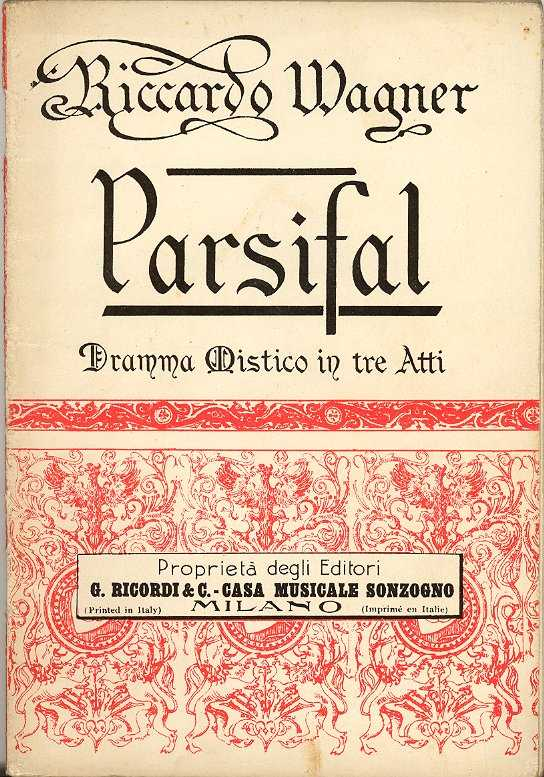

Parsifal, WWV 111 là vở opera 3 màn của nhà soạn nhạc người Đức Richard Wagner. Đây cũng là vở opera cuối cùng của nhà soạn nhạc này. Cốt truyện của vở opera này được ông dựa trên bài thơ Parzival của Wolfram von Eschenbach, một bài thơ nói về kỵ sĩ thời vua Arthur đại đế Percival.
Wagner đã bắt đầu sáng tác nó trong tháng 4 năm 1857, nhưng đã không viết gì về nó trong vòng 25 năm liền. Trong sáng tác vử opera của mình, Wganer đã cố gắn tận dụng sự đặc biệt về âm thanh trong nhà hát Bayreuth Festspielhaus. Parsifal của Wagner được trình diễn lần đầu tiên vào năm 1882 trong lễ hội Bayreuth lần thứ hai. Lễ hội Bayreuth là nơi duy nhất trình diễn tác phẩm này, chỉ đến năm 1903 nó được trình diễn ở nơi thứ hai, đó là Nhà hát Metropolitan Opera ở New York, Mỹ.
Wagner có nói rằng Parsifal không phải là một vở opera, nhưng lại là một "ein Bühnenweihfestspiel" (một vở kịch lễ hội của sự hiến dâng cho sân khấu).
Còn về tiêu đề, Parsifal là cái tên được Wagner theo chính tả của mình sử dụng thay vì Parzival đến năm 1877 bởi đó là một sự nhầm lẫn về cái tên Percival. Có thể từ Percival đã bị nhầm lẫn với một từ của tiếng Ả Rập, đó là "Fal Parsi", dịch ra tiếng Việt có nghĩa là "kẻ ngốc thực sự ".